# Povilas Luksys
Povilas Lukšys (né le 7 juillet 1979) est un footballeur évoluant au poste d'attaquant.